# فرانك رووي
فرانك رووي (بالإنجليزية: Frank Rowe)‏ هو موظف مدني أسترالي، ولد في 20 أكتوبر 1895 في Bright, Victoria ‏ في أستراليا، وتوفي في 24 مايو 1958 في East Melbourne ‏ في أستراليا.